# Konradowo (jezioro)
Konradowo (także Strzegomino, d. Jezioro koło PGR Niemcewo) (kaszb. Kònradowò) – jezioro retencyjne na rzece Słupi w Polsce położone na obszarze Wysoczyzny Polanowskiej w Parku Krajobrazowym Dolina Słupi w województwie pomorskim, w powiecie bytowskim, na terenie gminy Kołczygłowy. Zbiornik o długości 5 kilometrów i ogólnej powierzchni 100 ha został utworzony w latach 1923–1924 w pobliżu Strzegomina i obejmuje 5,1 miliona m³ wody. Lustro wody znajduje się na wysokości 51 m n.p.m.. Zbiornik spełnia funkcje energetyczne (elektrownia wodna "Strzegomino" o mocy 2,4 MW) i rekreacyjno-turystyczne (szlak turystycznych spływów kajakowych rzeką Słupią).